# Rolltischsäge

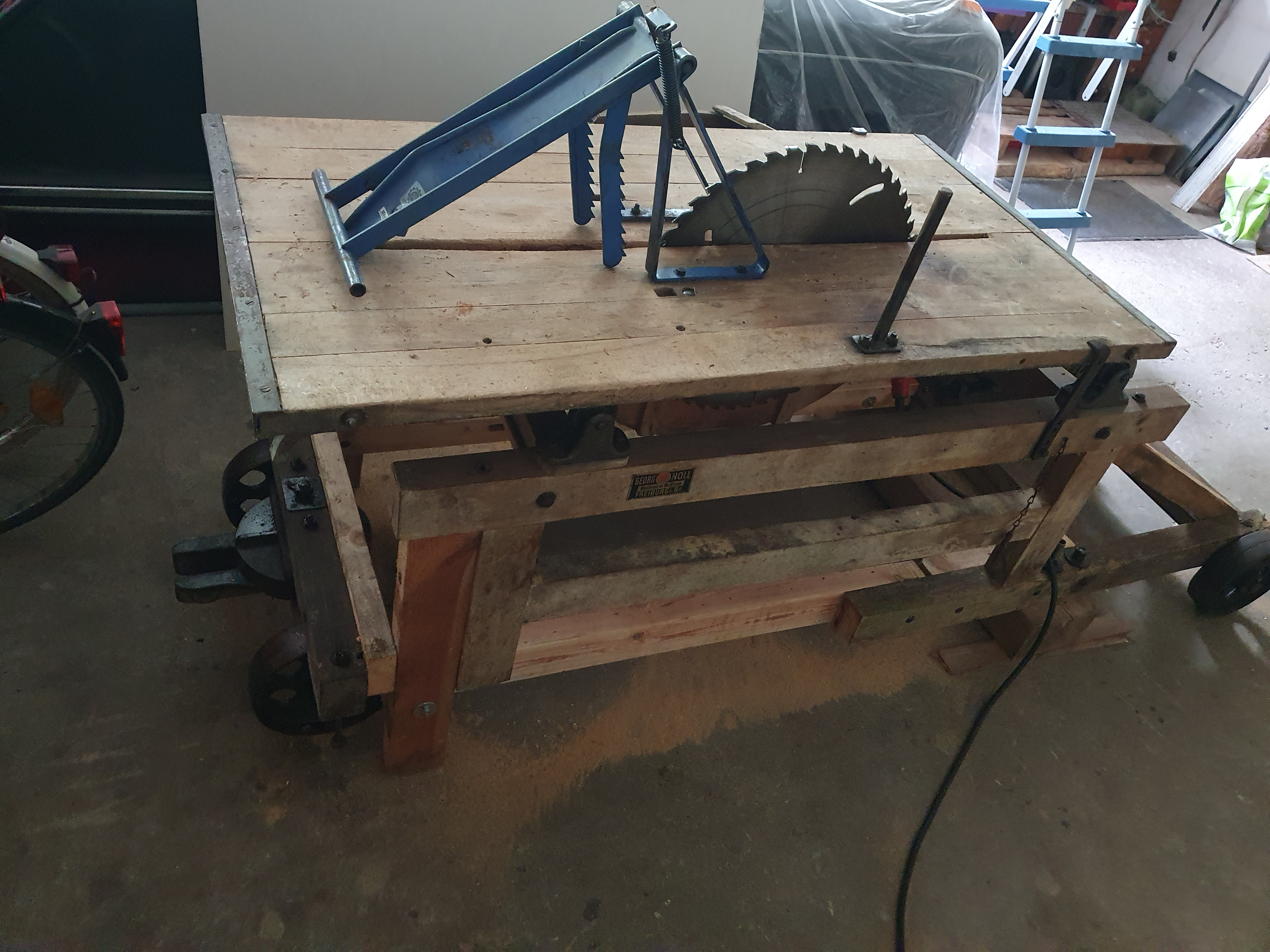
Fahrbare Rolltischsäge (mit Hartmetallsägeblatt)

Eine Rolltischsäge ist eine nur noch selten verbreitete Art einer Tischkreissäge. Sie wird vorwiegend zum Zersägen von Brennholz verwendet, ist aber durch ihren großen Tisch auch in der Lage Balken, Bretter und andere Holzmaterialien zu bearbeiten. Hierfür wird die große Schutzhaube für das durchschnittlich 500 bis 700 mm große Sägeblatt entfernt und eine Haube angebracht, die nach allen Seiten geöffnet ist. Damit ist das Sägen von Balken möglich, der spezielle Zusatz wird als Längsschnitt-Einrichtung bezeichnet insbesondere braucht es dann einen Spaltkeil der beim Brennholzsägen nicht gebraucht wird da der Tisch nicht über das gesamte Sägeblatt hinausgeschoben werden kann und auch keinesfalls darf! Bei übergroßen Sägeblättern braucht es auch ein Andrückhilfe damit das Blatt nicht schlingert.

## Aufbau
Rolltischsägen besitzen im Allgemeinen ein sehr großes Traggestell aus Stahl (früher zumeist aber aus Buchenholzkanthölzern) das zum Schutz vor Rost entweder verzinkt oder pulverbeschichtet ist. Auf diesem Gestell wiederum ruht die Tischkonstruktion, die auf schienengeführten Rollen mit oder auch ohne Kugellagern läuft. Diese Lager ermöglichen es dem Bediener den Tisch vor- und zurückzurollen, wobei eine Zugfeder die Rückholung erleichtert, was dieser Säge ihren Namen gibt.
Der Tisch selbst besteht in den meisten Fällen heute aus Stahlblech, es ist weltweit nur noch ein Hersteller bekannt, der diese Maschinen mit einem Holztisch ausrüstet. Der Vorteil des Holztisches ist, dass es keinerlei Rostprobleme gibt, denn selbst die beste Verzinkung oder Pulverbeschichtung gibt bei mechanischen Belastungen irgendwann nach und blättert vom Stahl ab. Das Holz wird hierbei so behandelt, dass es dieselben Gleiteigenschaften wie ein Stahltisch besitzt. Der Nachteil dieser Konstruktion liegt im hohen Aufwand und dementsprechend erhöhten Endpreis des Geräts.

## Antriebsarten
Wie die meisten Geräte im Forstbereich werden auch Rolltischsägen mit verschiedenen Gattungen von Antrieben angeboten. Die verbreitetste Variante ist ein Elektromotor, der in Regel von 400 Volt Drehstrom versorgt wird. Die zweite Ausführung ist die Gelenkwelle, hierbei wird die Säge von einem Fahrzeug, meistens einem Traktor, angetrieben. Teilweise gibt es Sägen mit einer Kombination der beiden Antriebsarten. Manche Versionen haben auch ein mitlaufende Spaltvorrichtung.
Der Transport erfolgt entweder mit angebrachten Rädern oder, besonders wenn mit Zapfwellenantrieb, mittels Dreipunktaufhängung am Traktor.

## Geschichte

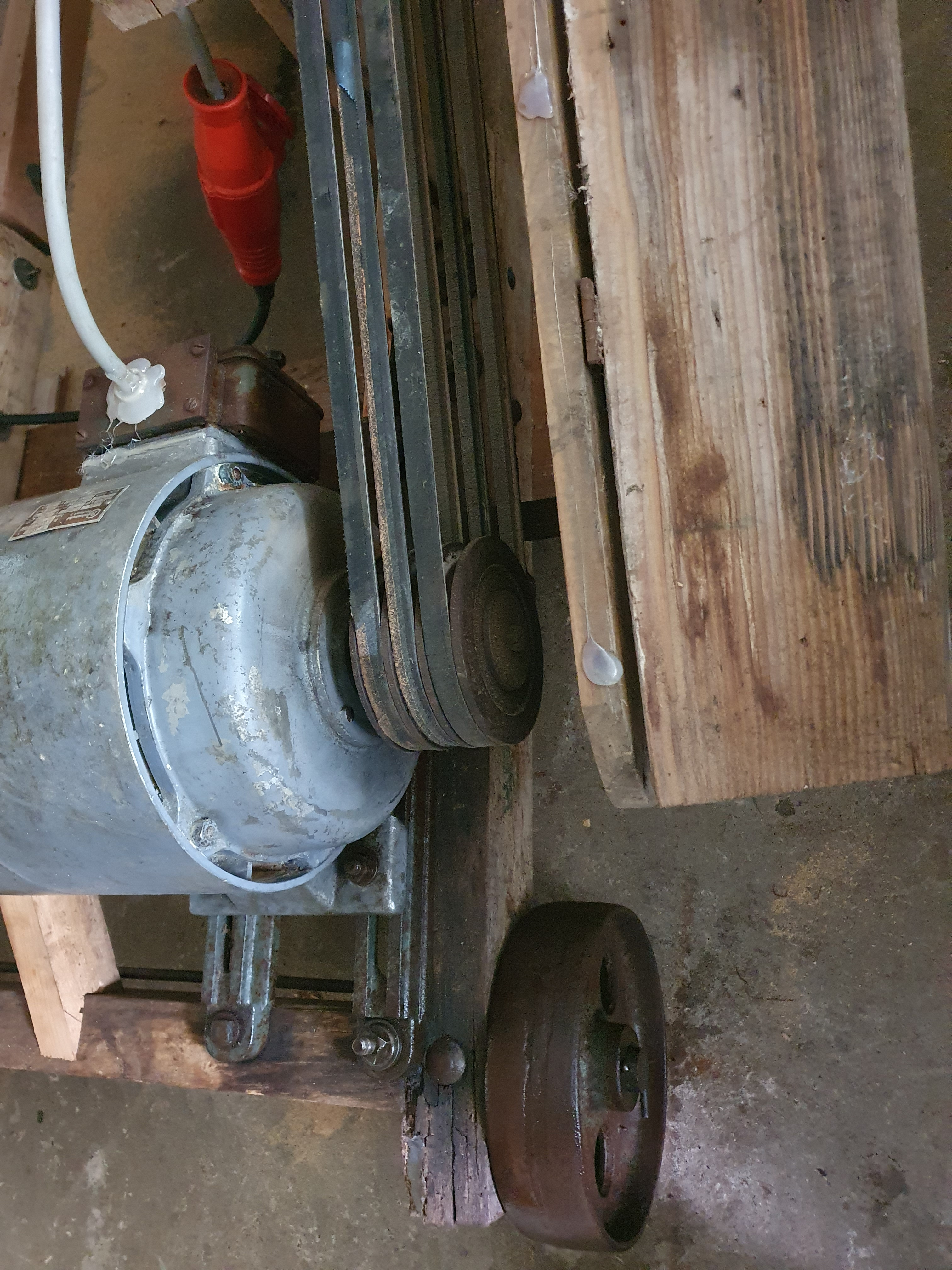
4 KW Bauknecht Motor mit dreifach Riemenscheibe und drei Langriemen

Ursprünglich wurden Kreissägen direkt mit Wasserkraft später auch mit Dampf und der entsprechenden Transmission betrieben. Mit der Elektrifizierung wurden Elektromotoren üblich die, mobil oder angebaut, mit Kraftstrom über Flach- oder Keilriemen und einer Welle die Leistung auf das Sägeblatt übertragen. Das Gestell wurde früher als Holzkonstruktionen gefertigt zumeist aus Buchenholzkanthölzern (70/100 mm) die Verbindungen verzapft und mit Spannschrauben gesichert.
Die verkaufte Stückzahlen von Rolltischsägen ging in den letzten Jahren immer weiter zurück. Folge ist, dass immer wenige Hersteller diese in ihrem Programm führen. Ursache ist ein Rückgang der Selbstwerber und die Zunahme von Sägespaltkombinationen.